# Großer Preis von Monaco 1977
Der Große Preis von Monaco 1977 (offiziell XXXV Grand Prix Automobile de Monaco) fand am 22. Mai auf dem Circuit de Monaco in Monte Carlo statt und war das sechste Rennen der Automobil-Weltmeisterschaft 1977.

## Berichte

### Hintergrund
Renzo Zorzi musste das Shadow-Team infolge von Streitigkeiten bezüglich seiner Sponsoren verlassen und wurde durch seinen Landsmann Riccardo Patrese ersetzt, der somit zu seinem Formel-1-Debüt kam.
Niki Lauda, der aufgrund einer Rippen-Verletzung nicht zum Großen Preis von Spanien zwei Wochen zuvor hatte antreten können, war wieder einsatzbereit.
Das Team B.R.M. verzichtete ebenso auf eine Teilnahme am Rennwochenende, wie einige der zahlreichen Privatteams, die beim Spanien-GP anwesend waren. Vermutlich war die Begrenzung des Starterfeldes auf 20 Teilnehmer und die demzufolge geringe Wahrscheinlichkeit einer erfolgreichen Qualifikation ausschlaggebend für diese Entscheidung.
Bei McLaren entschied man sich aufgrund eines erfolglosen Einsatzes in Spanien erneut gegen den moderneren M26 und ließ wieder beide Werksfahrer mit dem zwar weiterentwickelten, hinsichtlich seiner Grundkonstruktion jedoch vier Jahre alten M23 antreten.

### Training
John Watson absolvierte mit dem infolge ausgiebiger Testfahrten deutlich verbesserten Brabham BT45B als Einziger eine Trainingsrunde in weniger als 1:30 Minuten. Dies bedeutete für ihn die erste Pole-Position seiner Karriere. Ein Fahrzeug des Brabham-Teams stand somit zum ersten Mal seit dem Großen Preis von Südafrika 1975 auf dem besten Startplatz.
Wolf-Pilot Jody Scheckter belegte den zweiten Platz vor Carlos Reutemann im Ferrari, Tyrrell-Pilot Ronnie Peterson und Hans-Joachim Stuck im zweiten Werks-Brabham, mit dem er freitags die Tagesbestzeit erzielt hatte.
Nachdem Clay Regazzoni während des ersten Trainingstages Probleme mit dem Ensign N177 hatte, reiste er kurzfristig nach Indianapolis ab, um dort am Qualifying für das Indy 500 teilzunehmen. Jacky Ickx übernahm daraufhin seinen Wagen, qualifizierte sich damit für den 17. Startplatz und nahm am Rennen teil. Es wurde seine einzige Grand-Prix-Beteiligung in dieser Saison.
Weder die beiden March-Werksfahrer Alex Ribeiro und Ian Scheckter, noch Boy Hayje und Arturo Merzario, die jeweils einen privat eingesetzten March 761 pilotierten, konnten sich für das Rennen qualifizieren.

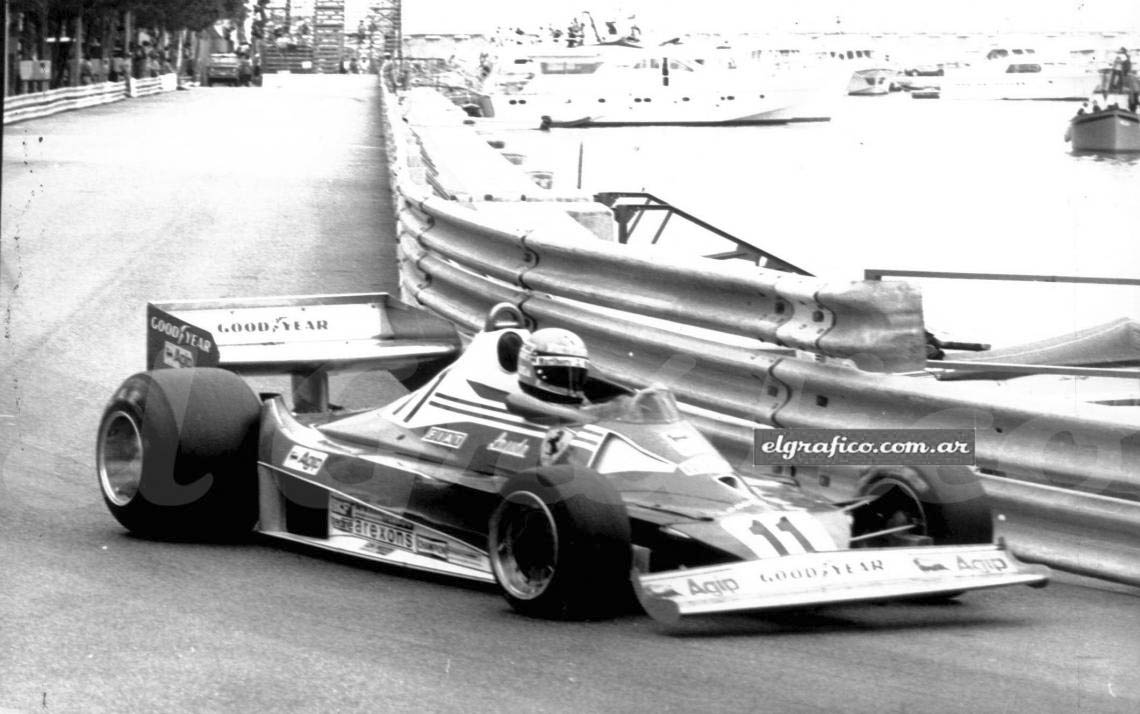
Niki Lauda während des Rennens.

### Rennen
Scheckter übernahm nach einem sehr guten Start auf den ersten Metern die Führung vor Watson, Reutemann, Stuck sowie Peterson und verteidigte diese Position bis ins Ziel.
Den zweiten Platz musste Watson aufgrund eines Differentialschadens in der 45. Runde an Lauda abgeben, der sich während der ersten Hälfte des Rennens nach vorn gearbeitet hatte. Bis zum Zieleinlauf kam er noch bis auf wenige Meter an den führenden Scheckter heran.
Nach einem ereignisarmen Rennen erreichte Reutemann den dritten Platz vor Jochen Mass, Mario Andretti und Alan Jones.

## Meldeliste
| Team                            | Nr. | Fahrer             | Chassis         | Motor                     | Reifen |
| ------------------------------- | --- | ------------------ | --------------- | ------------------------- | ------ |
| Marlboro Team McLaren           | 01  | James Hunt         | McLaren M23     | Ford Cosworth DFV 3.0 V8  | G      |
| Marlboro Team McLaren           | 02  | Jochen Mass        | McLaren M23     | Ford Cosworth DFV 3.0 V8  | G      |
| Elf Team Tyrrell                | 03  | Ronnie Peterson    | Tyrrell P34     | Ford Cosworth DFV 3.0 V8  | G      |
| Elf Team Tyrrell                | 04  | Patrick Depailler  | Tyrrell P34     | Ford Cosworth DFV 3.0 V8  | G      |
| John Player Team Lotus          | 05  | Mario Andretti     | Lotus 78        | Ford Cosworth DFV 3.0 V8  | G      |
| John Player Team Lotus          | 06  | Gunnar Nilsson     | Lotus 78        | Ford Cosworth DFV 3.0 V8  | G      |
| Martini Racing                  | 07  | John Watson        | Brabham BT45B   | Alfa Romeo 115-12 3.0 F12 | G      |
| Martini Racing                  | 08  | Hans-Joachim Stuck | Brabham BT45B   | Alfa Romeo 115-12 3.0 F12 | G      |
| Hollywood March Racing          | 09  | Alex Ribeiro       | March 761B      | Ford Cosworth DFV 3.0 V8  | G      |
| Team Rothmans International     | 10  | Ian Scheckter      | March 761B      | Ford Cosworth DFV 3.0 V8  | G      |
| Scuderia Ferrari SpA SEFAC      | 11  | Niki Lauda         | Ferrari 312T2   | Ferrari 015 3.0 F12       | G      |
| Scuderia Ferrari SpA SEFAC      | 12  | Carlos Reutemann   | Ferrari 312T2   | Ferrari 015 3.0 F12       | G      |
| Shadow Racing Team              | 16  | Riccardo Patrese   | Shadow DN8      | Ford Cosworth DFV 3.0 V8  | G      |
| Shadow Racing Team              | 17  | Alan Jones         | Shadow DN8      | Ford Cosworth DFV 3.0 V8  | G      |
| Durex Team Surtees              | 18  | Hans Binder        | Surtees TS19    | Ford Cosworth DFV 3.0 V8  | G      |
| Beta Team Surtees               | 19  | Vittorio Brambilla | Surtees TS19    | Ford Cosworth DFV 3.0 V8  | G      |
| Walter Wolf Racing              | 20  | Jody Scheckter     | Wolf WR1        | Ford Cosworth DFV 3.0 V8  | G      |
| Team Tissot Ensign with Castrol | 22  | Clay Regazzoni     | Ensign N177     | Ford Cosworth DFV 3.0 V8  | G      |
| Team Tissot Ensign with Castrol | 22  | Jacky Ickx         | Ensign N177     | Ford Cosworth DFV 3.0 V8  | G      |
| Penthouse Rizla Racing          | 24  | Rupert Keegan      | Hesketh 308E    | Ford Cosworth DFV 3.0 V8  | G      |
| Hesketh Racing                  | 25  | Harald Ertl        | Hesketh 308E    | Ford Cosworth DFV 3.0 V8  | G      |
| Ligier Gitanes                  | 26  | Jacques Laffite    | Ligier JS7      | Matra MS76 3.0 V12        | G      |
| Copersucar-Fittipaldi           | 28  | Emerson Fittipaldi | Copersucar FD04 | Ford Cosworth DFV 3.0 V8  | G      |
| RAM Racing/F&S Properties       | 33  | Boy Hayje          | March 761       | Ford Cosworth DFV 3.0 V8  | G      |
| ATS Racing Team                 | 34  | Jean-Pierre Jarier | Penske PC4      | Ford Cosworth DFV 3.0 V8  | G      |
| Team Merzario                   | 37  | Arturo Merzario    | March 761B      | Ford Cosworth DFV 3.0 V8  | G      |

Anmerkungen
1. 1 2  Ickx übernahm ab dem dritten Training am Samstag den Ensign N177 mit der Startnummer 22 von Regazzoni.

## Klassifikationen

### Startaufstellung
| Pos. | Fahrer             | Konstrukteur       | Zeit    | Ø-Geschwindigkeit | Start |
| ---- | ------------------ | ------------------ | ------- | ----------------- | ----- |
| 01   | John Watson        | Brabham-Alfa Romeo | 1:29,86 | 132,686 km/h      | 01    |
| 02   | Jody Scheckter     | Wolf-Ford          | 1:30,27 | 132,084 km/h      | 02    |
| 03   | Carlos Reutemann   | Ferrari            | 1:30,44 | 131,835 km/h      | 03    |
| 04   | Ronnie Peterson    | Tyrrell-Ford       | 1:30,72 | 131,429 km/h      | 04    |
| 05   | Hans-Joachim Stuck | Brabham-Alfa Romeo | 1:30,73 | 131,414 km/h      | 05    |
| 06   | Niki Lauda         | Ferrari            | 1:30,76 | 131,371 km/h      | 06    |
| 07   | James Hunt         | McLaren-Ford       | 1:30,85 | 131,241 km/h      | 07    |
| 08   | Patrick Depailler  | Tyrrell-Ford       | 1:31,16 | 130,794 km/h      | 08    |
| 09   | Jochen Mass        | McLaren-Ford       | 1:31,36 | 130,508 km/h      | 09    |
| 10   | Mario Andretti     | Lotus-Ford         | 1:31,50 | 130,308 km/h      | 10    |
| 11   | Alan Jones         | Shadow-Ford        | 1:32,04 | 129,544 km/h      | 11    |
| 12   | Jean-Pierre Jarier | Penske-Ford        | 1:32,32 | 129,151 km/h      | 12    |
| 13   | Gunnar Nilsson     | Lotus-Ford         | 1:32,37 | 129,081 km/h      | 13    |
| 14   | Vittorio Brambilla | Surtees-Ford       | 1:32,40 | 129,039 km/h      | 14    |
| 15   | Riccardo Patrese   | Shadow-Ford        | 1:32,52 | 128,872 km/h      | 15    |
| 16   | Jacques Laffite    | Ligier-Matra       | 1:32,65 | 128,691 km/h      | 16    |
| 17   | Jacky Ickx         | Ensign-Ford        | 1:33,25 | 127,863 km/h      | 17    |
| 18   | Emerson Fittipaldi | Copersucar-Ford    | 1:33,39 | 127,671 km/h      | 18    |
| 19   | Hans Binder        | Surtees-Ford       | 1:33,49 | 127,534 km/h      | 19    |
| 20   | Rupert Keegan      | Hesketh-Ford       | 1:33,78 | 127,140 km/h      | 20    |
| DNQ  | Arturo Merzario    | March-Ford         | 1:34,46 | 126,225 km/h      | –     |
| DNQ  | Boy Hayje          | March-Ford         | 1:34,48 | 126,198 km/h      | –     |
| DNQ  | Harald Ertl        | Hesketh-Ford       | 1:34,74 | 125,852 km/h      | –     |
| DNQ  | Clay Regazzoni     | Ensign-Ford        | 1:35,00 | 125,507 km/h      | –     |
| DNQ  | Alex Ribeiro       | March-Ford         | 1:36,62 | 123,403 km/h      | –     |
| DNQ  | Ian Scheckter      | March-Ford         | 1:46,30 | 112,166 km/h      | –     |

### Rennen
| Pos. | Fahrer             | Konstrukteur       | Runden | Stopps | Zeit       | Start | Schnellste Runde |
| ---- | ------------------ | ------------------ | ------ | ------ | ---------- | ----- | ---------------- |
| 01   | Jody Scheckter     | Wolf-Ford          | 76     | 0      | 1:57:52,77 | 02    | 1:31,07 (35.)    |
| 02   | Niki Lauda         | Ferrari            | 76     | 0      | + 0,09     | 06    | 1:31,58          |
| 03   | Carlos Reutemann   | Ferrari            | 76     | 0      | + 32,80    | 03    | 1:32,06          |
| 04   | Jochen Mass        | McLaren-Ford       | 76     | 0      | + 34,60    | 09    | 1:32,55          |
| 05   | Mario Andretti     | Lotus-Ford         | 76     | 0      | + 35,55    | 10    | 1:31,40          |
| 06   | Alan Jones         | Shadow-Ford        | 76     | 0      | + 36,61    | 11    | 1:31,67          |
| 07   | Jacques Laffite    | Ligier-Matra       | 76     | 0      | + 1:04,44  | 16    | 1:31,45          |
| 08   | Vittorio Brambilla | Surtees-Ford       | 76     | 0      | + 1:08,64  | 14    | 1:31,57          |
| 09   | Riccardo Patrese   | Shadow-Ford        | 75     | 0      | + 1 Runde  | 15    | 1:33,19          |
| 10   | Jacky Ickx         | Ensign-Ford        | 75     | 0      | + 1 Runde  | 17    | 1:32,96          |
| 11   | Jean-Pierre Jarier | Penske-Ford        | 74     | 1      | + 2 Runden | 12    | 1:33,14          |
| 12   | Rupert Keegan      | Hesketh-Ford       | 73     | 0      | + 3 Runden | 20    | 1:33,57          |
| –    | Gunnar Nilsson     | Lotus-Ford         | 51     | 1      | DNF        | 13    | 1:32,33          |
| –    | John Watson        | Brabham-Alfa Romeo | 48     | 0      | DNF        | 01    | 1:31,28          |
| –    | Patrick Depailler  | Tyrrell-Ford       | 46     | 0      | DNF        | 08    | 1:32,41          |
| –    | Hans Binder        | Surtees-Ford       | 41     | 0      | DNF        | 19    | 1:33,30          |
| –    | Emerson Fittipaldi | Copersucar-Ford    | 37     | 0      | DNF        | 18    | 1:34,39          |
| –    | James Hunt         | McLaren-Ford       | 25     | 0      | DNF        | 07    | 1:31,93          |
| –    | Hans-Joachim Stuck | Brabham-Alfa Romeo | 19     | 0      | DNF        | 05    | 1:32,19          |
| –    | Ronnie Peterson    | Tyrrell-Ford       | 10     | 0      | DNF        | 04    | 1:32,90          |

## WM-Stände nach dem Rennen
Die ersten sechs des Rennens bekamen 9, 6, 4, 3, 2 bzw. 1 Punkt(e). Es zählten nur die besten acht Ergebnisse aus den ersten neun Rennen und die besten sieben Ergebnisse aus den letzten acht Rennen. In der Konstrukteurswertung zählte nur das Ergebnis des bestplatzierten Fahrers eines Teams.

### Fahrerwertung
| Pos. | Fahrer             | Konstrukteur                    | Punkte |
| ---- | ------------------ | ------------------------------- | ------ |
| 01   | Jody Scheckter     | Wolf-Ford                       | 32     |
| 02   | Niki Lauda         | Ferrari                         | 25     |
| 03   | Carlos Reutemann   | Ferrari                         | 23     |
| 04   | Mario Andretti     | Lotus-Ford                      | 22     |
| 05   | James Hunt         | McLaren-Ford                    | 9      |
| 06   | Emerson Fittipaldi | Copersucar-Ford                 | 8      |
| 07   | Jochen Mass        | McLaren-Ford                    | 8      |
| 08   | Patrick Depailler  | Tyrrell-Ford                    | 7      |
| 09   | Carlos Pace †      | Brabham-Alfa Romeo              | 6      |
| 10   | Gunnar Nilsson     | Lotus-Ford                      | 4      |
| 11   | Clay Regazzoni     | Ensign-Ford                     | 1      |
| 12   | Renzo Zorzi        | Shadow-Ford                     | 1      |
| 13   | John Watson        | Brabham-Alfa Romeo              | 1      |
| 14   | Jean-Pierre Jarier | Penske-Ford                     | 1      |
| 15   | Hans-Joachim Stuck | March-Ford / Brabham-Alfa Romeo | 1      |
| 16   | Alan Jones         | Shadow-Ford                     | 1      |
| 17   | Vittorio Brambilla | Surtees-Ford                    | 0      |
| 18   | Jacques Laffite    | Ligier-Matra                    | 0      |

| Pos. | Fahrer            | Konstrukteur    | Punkte |
| ---- | ----------------- | --------------- | ------ |
| 19   | Ingo Hoffmann     | Copersucar-Ford | 0      |
| 20   | Ronnie Peterson   | Tyrrell-Ford    | 0      |
| 21   | Hans Binder       | Surtees-Ford    | 0      |
| 22   | Riccardo Patrese  | Shadow-Ford     | 0      |
| 23   | Brett Lunger      | March-Ford      | 0      |
| 24   | Brian Henton      | March-Ford      | 0      |
| 25   | Jacky Ickx        | Ensign-Ford     | 0      |
| 26   | Ian Scheckter     | March-Ford      | 0      |
| 27   | Patrick Nève      | March-Ford      | 0      |
| 28   | Rupert Keegan     | Hesketh-Ford    | 0      |
| 29   | Emilio de Villota | McLaren-Ford    | 0      |
| 30   | Larry Perkins     | B.R.M.          | 0      |
| –    | Tom Pryce †       | Shadow-Ford     | 0      |
| –    | Alex Ribeiro      | March-Ford      | 0      |
| –    | Boy Hayje         | March-Ford      | 0      |
| –    | Harald Ertl       | Hesketh-Ford    | 0      |
| –    | Arturo Merzario   | March-Ford      | 0      |

### Konstrukteurswertung
| Pos. | Konstrukteur       | Punkte |
| ---- | ------------------ | ------ |
| 01   | Ferrari            | 40     |
| 02   | Wolf-Ford          | 32     |
| 03   | Lotus-Ford         | 24     |
| 04   | McLaren-Ford       | 15     |
| 05   | Brabham-Alfa Romeo | 8      |
| 06   | Copersucar-Ford    | 8      |
| 07   | Tyrrell-Ford       | 7      |
| 08   | Shadow-Ford        | 2      |

| Pos. | Konstrukteur | Punkte |
| ---- | ------------ | ------ |
| 09   | Ensign-Ford  | 1      |
| 10   | Penske-Ford  | 1      |
| 11   | Ligier-Matra | 0      |
| 12   | Surtees-Ford | 0      |
| 13   | March-Ford   | 0      |
| 14   | Hesketh-Ford | 0      |
| –    | B.R.M.       | 0      |